# Януш Кусоцінський
Януш Тадеуш Кусоцінський  (пол. Janusz Tadeusz Kusociński, 15 січня 1907, Варшава — 21 червня 1940), Пальміри — польський легкоатлет, олімпійський чемпіон з бігу на 10 000 м літніх Олімпійських ігор 1932 року, срібний медаліст першого чемпіонату Європи 1934 року (біг 5000 м), член руху Опору.

## Біографія
Вступив у Варшавський інститут фізкультури, де навчався разом з такими знаменитими спортсменами, як Ядвіга Вайс, Феліція Схабіньска, Марія Квасневська, Станіслава Валасевіч.
Добровольцем взяв участь у вересневій кампанії, був двічі поранений і нагороджений орденом «Krzyz Walecznych». Вступив до руху опору як член підпільної розвідки. Був заарештований у березні 1940 року, нікого не видав і був розстріляний в Пальмірі під Варшавою разом з іншими відомими поляками (Мацеєм Ратаєм, Давидом Пшепюркою та іншими спортсменами, інтелігентами й політиками).

## Досягнення

### Виступи на Олімпіадах
| Олімпіада         | Дисципліна           | Місце |
| ----------------- | -------------------- | ----- |
| Лос-Анджелес 1932 | біг на 10 000 метрів | 1     |

### Інші змагання
Срібний медаліст першого чемпіонату Європи 1934 на дистанції 5 000 м.
10-разовий чемпіон Польщі.

### Рекорди
Рекордсмен світу з бігу на 3000 м (19 червня 1932, 8.18,8) і 4 милі (30 червня 1932, 19.02,6).
25-разовий рекордсмен Польщі.

## Галерея

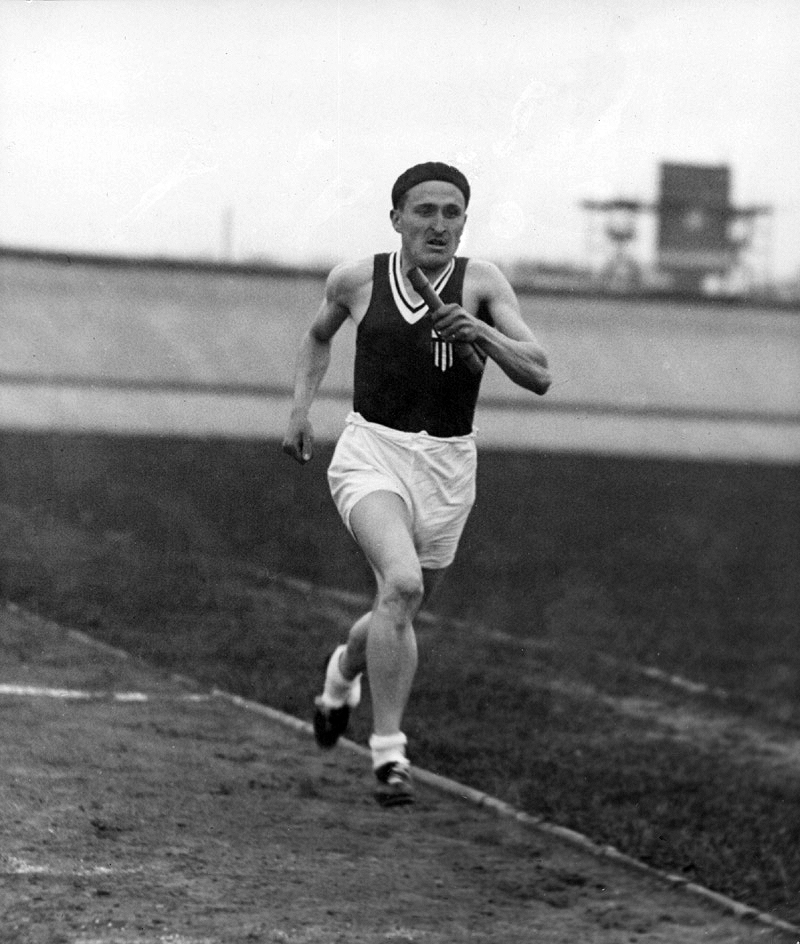
Тренування Януша Кусоцінського 1937 року.
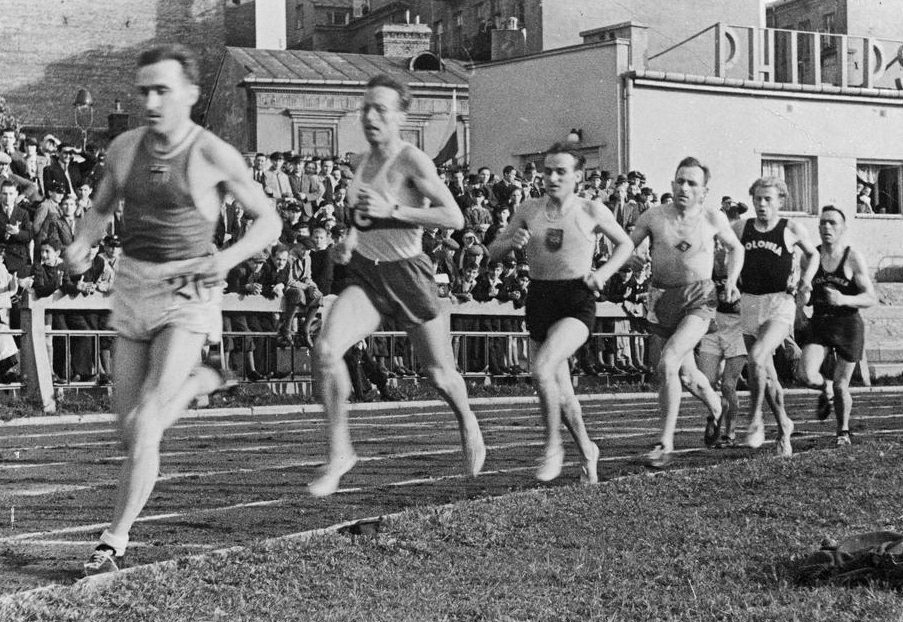
Кусоцінський біжить на першому місці разом із провідними польськими бігунами Юзефом Ної, Вацлавом Солданом та Казімежом Германом - змагання у Варшаві 1939 року.
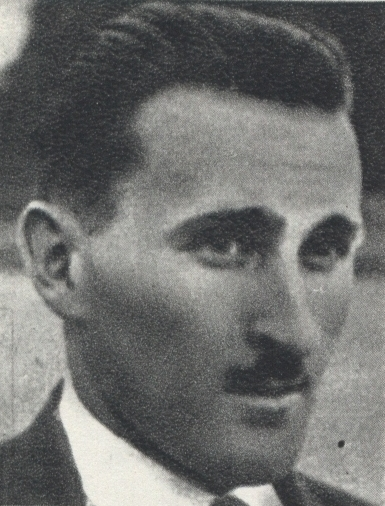
Олімпійський чемпіон Януш Кусоцінський.
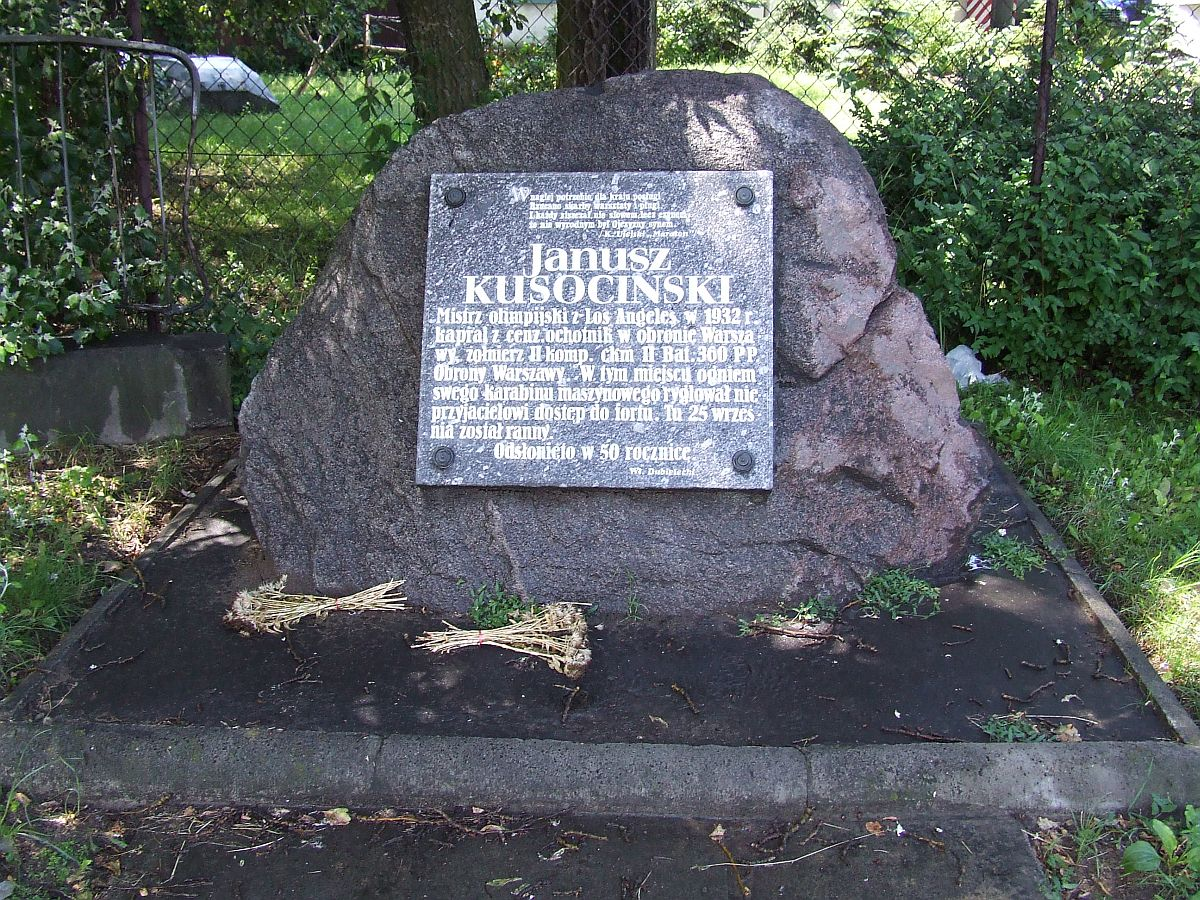
Пам’ятна дошка на честь Януша Кусоцінського на форті Черняків, вул. Повсінська 13
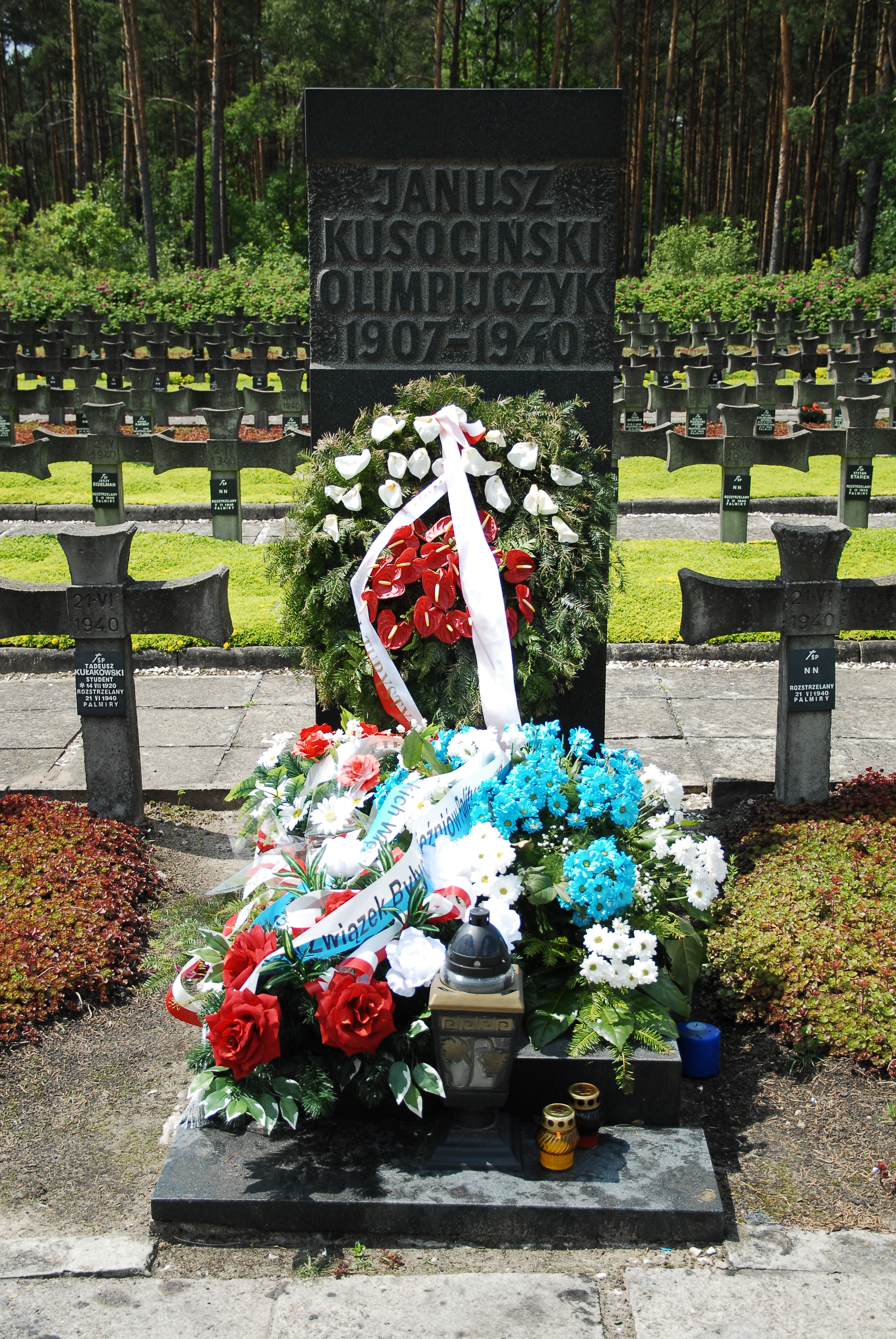
Могила Януша Кусоцінського на цвинтарі в Пальмірах

### Нагороди
- Командорський хрест із зіркою ордена Restituta Polonia (посмертно, 12 серпня 2009 р.)
- Хрест Доблесті (28 вересня 1939 р.)
- Золотий хрест заслуг (8 вересня 1932 р.) [11]
- Срібний хрест заслуги (19 березня 1931 р.) [12]

## Пам'ять
На його честь проводиться (з 1954) Меморіал Януша Кусоцінського.
В Дольську (пол. Dolsk, Великопольське воєводство) знаходиться пам'ятник Кусоцінському.
У 1977 режисер Кшиштоф Рогульський поставив фільм «Останній коло» про Януша Кусоцінського в 1939-40 рр..
У 2009 посмертно нагороджений Великим хрестом Ордена Відродження Польщі.